# Йоганн Георг I (курфюрст Саксонії)
Йоганн Георг I (нім. Johann Georg I., 5 березня 1585 — 8 жовтня 1656 року) — 16-й курфюрст Саксонії в 1611—1656 роках.

## Життєпис

### Молоді роки
Походив з Альбертинської лінії Веттінів. Другий син Крістіана I, курфюрста Саксонії, та Софії з Бранденбурзьких Гогенцоллернів. Народився 1585 року в Дрездені. 1591 року після смерті батька його старший брат Крістіан II успадкував трон. Разом вони виховувалися під орудою матері.
1604 року в Дрездені одружився з представницею Вюртемберзького дому. Втім у 1606 році дружина померла під час пологів. 1607 року одружився з представницею Прусських Гогенцоллернів.

### Тридцятирічна війна
1611 року після смерті брата Крістіана II успадкував курфюрство Саксонське. Продовжив політику попередника, спрямовану на збереження союзу з Австрійськими Габсбургами. 1619 року відхилив пропозицію стати королем Богемії, яку спрямував очільник поміркованих богемських протестантів граф Яхим Ондржей Шлік. У тому ж році підтримав Фердинанда Габсбурга при обранні імператором Священної Римської імперії.
Невдовзі курфюрст Саксонії спрямував військо до Верхньої Лужици та Сілезії, де змусив місцеве населення підкоритися Фердинанду II. Натомість вони отримали визнання своєї релігійної і громадянської свободи і обіцянку її охорони з боку курфюрста. Коли Фердинанд II не виконав свого зобов'язання, Йоганн Георг I сприйняв це як особисту образу. Ще більше занепокоєння викликало видання 1629 року Едикуту про реституцію. Втім не втручався у військові дії, маючи на меті зберегти країну від ворожих вторгнень та військових витрат.
У лютому 1631 року він оголосив, що не може далі терпіти утиски протестантів, і зібрав євангелічний конвент в Лейпцигу, в якому брали участь лютеранські князі Німеччини. Було прийнято рішення зберігати нейтралітет по відношенню до Швеції та імператора, вимагалося скасування Едикту про реституцію, підтверджувалося обов'язковість Аугсбурзького сповідання та пропонувалося створити 50-тисячне військо лютеран, щоб стати третьою силою в країні.
Разом з тим пропозиції Густава II Адольфа Вази, короля Швеції, щодо утворення союзу Йоганн Георг I довго не приймав, не дивлячись на зусилля своєї дружини Магдалени Сибілли. Зволікання саксонського курфюрста на надання шведській армії дозволу на перехід Ельби стало причиною захоплення католицькими військами Магдебургу в тому ж 1631 році.
Тільки тоді, коли імперський фельдмаршал Йоганн Церклас Тіллі вдерся до Саксонії, Йоганн Георг I зважився укласти союз зі шведами. Брав участь у Битві під Брейтенфельдом, проте не виявив військового хисту та хоробрості. Густав II Адольф доручив йому облогу Лейпцига і заняття Богемії. Спочатку саксонська армія зайняла Прагу, проте нерішучість подальших дій призвело до відступу під тиском війська Альбрехта Валленштейна.
1632 року після загибелі шведського короля Йоганн Георг I відмовився вступати до ліги під егідою Швеції. У 1634 році після поразки протестантів у битві при Нердлінгені розпочав перемовини з імператором Фердинандом III. 1635 року сприяв укладанню Празького договору між католиками і протестантами. В обмін на релігійні поступки, Фердинанд III отримав альянс лютеранських принців як допомогу в боротьбі проти шведського втручання, так і проти очікуваного втручання Франції. Також було легалізовано кальвінізм. При цьому Саксонія отримала значну частину Лужиці, а син Йоганна Георга I — Август став архієпископом Магдебургу.
1635 року саксонське військо зазнало поразки від шведів у битвах під Деміцом і Киріцом. 1636 року Йоганн Георг I приєднався до імперського війська. Завдяки цьому вдалося відбити Магдебург у шведів. Втім у битві під Віттштоком саксонсько-габсбурзька армія зазнала поразки. Наслідком цього стало спустошення Саксонії шведським військом. Друге шведське вторгнення до Саксонії відбулося 1639 року. Спочатку в лютому саксонцям було завдано поразки в битві біля Райхенбаху, а потім — у квітні — в битві при Хемніці зазнало нової поразки імперсько-саксонська армія.
1642 року Йоганн Георг I зумів відвоювати значну частину своїх володінь, зайнявши важливе місто Цвікау. Втім того ж року після поразки імператорської армії у битві під Брайтенфельдом шведи захопили Лейпциг. 1644 року саксонсько-імперська армія зазнала нищівної поразки в битві біля Ютербогу. Невдовзі шведи сплюндрували Пегау. Все це призвело до того, що у вересні 1645 року уклав зі Швецією перемир'я в Кетценброді.
Під час мирних перемовин в Оснабрюці Йоганн Георг I опирався відновленню протестантизму в Богемії і поширенню релігійного миру на кальвіністів. 1648 року Вестфальський мир підтвердив територіальні надбання Саксонії за Празьким договором 1635 року.

### Останні роки
На рейхстазі 1653 року виступив проти впровадження «Corpus Evangelicorum» і прийняв його лише для того, щоб не дати переваги Бранденбургу. Помер 1656 року в Дрездені. Йому спадкував син Йоганн Георг II.

## Родина
1 Дружина — Сибілла Єлизавета, донька герцога Фрідріха I Вюртемберзького.
Діти:
- син (помер при пологах)

2 Дружина — Магдалена Сибілла, донька Альбрехт-Фрідріха, герцога Пруссії.
Діти:
- син (помер при пологах)
- Софія Елеонора (1609—1671) — була одружена з ландграфом Гессен-Дармштадтським Георгом II, мала чотирнадцятеро дітей;
- Марія Єлизавета (1610—1684) — була одружена з герцогом Гольштейн-Готторпським Фрідріхом III, мала численних нащадків;
- Крістіан Альбрехт (4 березня—9 серпня 1612) — помер немовлям;
- Йоганн Георг (1613—1680) — наступний курфюрст Саксонії, був пошлюблений із Магдаленою Сибіллою Бранденбург-Байройтською, мав двох доньок та сина;
- Август (1614—1680) — герцог Саксен-Вайзенфельський, був двічі одружений, мав численних нащадків;
- Крістіан (1615—1691) — герцог Саксен-Мерзебургу, був одружений із Крістіаною Шлезвіг-Гольштейн-Глюксбурзькою, мав десятеро дітей;
- Магдалена Сибілла (1617—1668) — була одружена зі спадкоємцем данського престолу Крістіаном, згодом — з герцогом Саксен-Альтенбурзьким Фрідріхом Вільгельмом II, мала трьох дітей від другого шлюбу;
- Моріц (1619—1681) — герцог Саксен-Цайц, був тричі одружений, мав численних нащадків;
- Генріх (27 червня—15 серпня 1622)